# Gare de Beslé
La gare de Beslé est une gare ferroviaire française de la ligne de Rennes à Redon, située sur le territoire de la commune de Guémené-Penfao, au bourg de Beslé-sur-Vilaine, dans le département de la Loire-Atlantique en région Pays de la Loire.
Elle est mise en service en 1862 par la Compagnie des chemins de fer de l'Ouest et était une gare de bifurcation jusqu'à la fermeture de la ligne de Beslé à Blain. C'est une halte voyageurs de la Société nationale des chemins de fer français (SNCF), desservie par des trains express régionaux TER Bretagne.

## Situation ferroviaire
Établie à 11 mètres d'altitude, la gare de Beslé est située au point kilométrique (PK) 425,865 de la ligne de Rennes à Redon, entre les gares de Fougeray - Langon et de Massérac.
C'était une gare de bifurcation avec la ligne de Beslé à Blain fermée en 1952.

## Histoire
La gare de Beslé est mise en service le 21 septembre 1862 par la Compagnie des chemins de fer de l'Ouest (Ouest), lorsqu'elle ouvre à l'exploitation sa ligne de Rennes à Redon.
Elle devient une gare de bifurcation le 1er juillet 1910, lors de l'ouverture à l'exploitation de la ligne de Beslé à Blain par la Compagnie de l'Ouest. De ce fait la gare dispose d'un dépôt avec une plaque tournante pour les locomotives à vapeur.
Elle perd cette fonction lors de la fermeture du trafic voyageurs en 1939, puis de celui des marchandises en 1952, suivi du déclassement de la ligne en 1967.

## Service des voyageurs

### Accueil
Halte SNCF, c'est un point d'arrêt non géré (PANG) à entrée libre. Elle dispose d'un quai avec abris.

### Desserte
Beslé est desservie par des trains régionaux TER Bretagne de la relation Rennes - Redon